# 고야마 겐지
고야마 겐지(일본어: 小山 健二, 1972년 9월 5일 ~ )는 일본의 전 축구 선수이다.

## 구단 경력
과거 오이타 트리니타, 요코하마 FC에서 활동하였다.